# +tic模型姊姊
《+tic模型姊姊》（日語：+チック姉さん；英文標題：+TIC ELDER SISTER），是日本漫畫家栗井茶（くりいちゃ，1983年8月22日 - ）所描繪的青年漫畫作品，為一部連載中的短篇幅（每一話的數頁僅2、4、6、8、10，或12頁不等。前三冊尤以每話6頁為主）青春校園喜劇。故事環繞在三名頭戴模型玩具的模型社女高中生，與周邊夥伴嘻笑胡鬧時或日常生活中所發生的種種笑料。並由Lantis公司在2012年7月發行同名的OVA動畫（有DVD／BD兩種版本，全一卷，共12話）。
原著書名中的「+tic（+チック）」，讀作「Plus Tic（プラスチック）」，為塑膠模型玩具（プラモ）的「塑膠（プラスチック）」之意。不過「チック症」也是一種精神疾病「抽動障礙」，也暗示主角群都很有病。中文界常見的譯名，除了「+tic模型姊姊」之外，尚有「+TIC姊姊」、「+TIC姐姐」、「+tic模型姐妹」、「+模型姊姊」、「模型姊姊」、「模型姐姐」、「模型姊妹」、「模型姐妹」和「模型少女」等。

## 概要

### 連載情況
從日本漫畫雜誌《Young GanGan》2009年9月no.18（SQUARE ENIX於2009年9月4日發行）開始不定期的連載。也曾刊載於《增刊Young GanGan》vol.9、10之上。由於不定期之故，重新連載時都會由第1話重新計數。目前Young GanGan官方網頁所公開的第1話至第3話，實為第3冊所收錄的第45話至第47話。
此外，在漫畫單行本第1、2冊發售之前，就已經製成動畫，並於公開在Young GanGan官方網頁、NICONICO動畫、YouTube等地。

### 作品特色
故事採用單元劇模式，以饒富趣味的表情、無厘頭（電波）式的笑料為其賣點。
每一話的皆為「第○話 ○○チック」，標題遇上以「ち」結尾的音，則省略「チック」的「チ」（譬如：第10話 餅ック、第32話 アイプチック）。

## 登場人物

### 校內

#### 模型社
姊姊（聲：狩野茉莉）
本名：源間色枝（源間色枝（げんま いろえ），出自第1冊第16話）
初登場：第1冊第1話
女主角，特徵是一頭黃色長髮、與年齡不符的矮小身形，以及置於頭上的城堡模型。（然而國二時的姊姊留著一頭短髮、表演才藝時的姊姊則會束起高馬尾）
三年級生，幾乎不做模型的模型社社長，有各種搞怪的才藝，以作弄旁人為樂。可以為了捉弄別人埋下長串伏筆。
有著出色的槌球與將棋技巧；擁有汽車駕照。
旁人常以「矮」字稱呼：
| 說話者               | 稱呼方式（暫譯） | 原文         |
| -------------------- | ---------------- | ------------ |
| 妹妹頭、卷卷、佐佐木 | 矮子             | チビ         |
| 真田、國木           | 小矮子           | チビ子       |
| 姬川                 | 小不點           | チビ子ちゃん |
| 石原                 | 矮冬瓜           | おチビちゃん |
| 小翔                 | 矮子姊姊         | チビ姉ちゃん |

妹妹頭（聲：內山夕實）
本名：岡本叶月（岡本葉月（おかもと はづき），出自第3冊第57話）
初登場：第1冊第1話
二年級生，姊姊的學妹，特徵是妹妹頭髮型（又稱馬桶蓋、河童頭、娃娃頭），與置於頭上的電車模型。
平時謙和有禮，一旦惹到她卻異常地恐怖，有著獨自打倒一車色狼的實力，生氣時的妹妹頭是姊姊懼怕的對象。
小學四年級轉入卷卷的班級，自此與卷卷熟識。目前與卷卷同班。
曾在國中加入弓道社，有著高超的射箭技術。
卷卷（聲：井上麻里奈）
本名：酒巻真希菜（出自第3冊第57話）
初登場：第1冊第1話
二年級生，姊姊的學妹，特徵是綁了兩辮長至腰際的頭髮、過膝襪，與置於頭上的戰車模型。
待人和善，是社團裡的潤滑劑與和事佬，也是最常被眾人捉弄的對象。然而取笑她「假雙女」（アイプチ女）或「假雙眼皮」（アイプチ）卻會忍不住失控。
小學四年級起與妹妹頭結識，目前與妹妹頭同班。
社團裡最熱衷於組裝模型的成員。

#### 學生會
學生會會長（生徒会長）
初登場：第1冊第7話
看起來一表人才、聰明絕頂，實際上是個在學生會辦公室賭博的阿呆。
自云學生會長一職徒具虛名，卻仍舊有在做事（如：第3冊第46話，製作學校的招生手冊）。
學生會成員A
聲：岩瀨周平
初登場：第1冊第7話
一年級生，平時傻裡傻氣，立志成為柏青哥玩家與小白臉。
和學生會成員B、小吉、山崎同班。坐在小吉的右手邊。
學生會成員B
聲：赤羽根健治
初登場：第1冊第7話
一年級生，冷面笑匠，愛挑偶像藝人的毛病，有著假流汗的特殊才藝。
和學生會成員A、小吉、山崎同班。
學生會成員C
初登場：第1冊第7話
黑長髮眼鏡女，學生會中唯一的正經人，卻會陪其他三名成員在辦公室裡賭麻將。

#### 棒球社
國木（くにき）
聲：谷山紀章
初登場：第1冊第5話
棒球社的隊長，帥哥，喜歡穿著女性內衣。
可能是同性戀者（來自第5話標題）或雙性戀者（來自第2冊第29話第6頁）。
多田（ただ）
聲：小池謙一
初登場：第1冊第4話
喜歡過膝襪

#### 籃球社
真田（さなだ）
聲：神原大地
初登場：第1冊第11話
與姊姊認識已久的男學生，是三年級知名的美男子。
姬川（ひめかわ）
初登場：第1冊第11話
總是跟在真田身邊的黑長髮巨乳美少女，和姊姊同班。

#### 足球社
9號（9番）
初登場：第2冊第39話
曾讓妹妹頭與卷卷為之瘋狂的帥哥。

#### 廣播社
佐佐木 唯（ささき）
初登場：第1冊第16話
姊姊的國中朋友，十分討厭姊姊，會對姊姊惡作劇。和姊姊同班。
平時靦腆、寡言。透過日記或簡訊談話時會變得饒舌。有著在情緒失控時靠書寫日記抒發緊張或怒氣的習慣。

#### 圖書館
圖書股長A、B（図書委員A、B）
初登場：第2冊第40話
愛書二人組，善良的老好人。

#### 教職員
校長
初登場：第3冊第63話
堅持「糖果與鞭子」的教育，但是糖果的部分總是給得太多。
董事長（理事長）
初登場：第1冊第7話
支持模型社三人將校舍模型擺在學生會辦。走起路來搖搖晃晃。
福利社阿婆（購買部のババア）
初登場：第3冊第45話
砸派的專家，功力在姊姊之上。
雖然姊姊喚他「阿婆」（ババア），但是妹妹頭跟卷卷會規矩地叫她阿姨（オバサン）。
背毛／水野醫生（せな毛／水野先生）
聲：倉田雅世
初登場：第3冊第47話
保健室校醫
増田老師
初登場：第5冊第87話
教授現代國文課的凜然美女。與水野醫生頗有交情。
是姊姊的剋星。

#### 其　他
梶原（かじはら）
初登場：第1冊第2話
熱愛模型的胖男，特徵是語尾夾帶靜岡、長崎的方言「ズラ」。因為瞧不起姊姊做的模型城堡，不得加入模型社。
曾在第6話以「機器人」（マシン）的身分被姊姊使喚。
右乃、左乃（ウノ、サノ）
聲：井澤詩織（右乃）
聲：早乙女由香（左乃）
初登場：第1冊第10話
高中一年級生，雙胞胎，比姊姊還要笨，常跟姊姊玩在一事，視姊姊為師傅般的存在。
過了第二性徵期，卻絲毫沒有發育的跡象。
由於兩人相貌完全相同，連父母親都會搞錯，辨認的方法為「站左邊的是右乃、站右邊的是左乃」。
辛蒂（シンディ）
聲：齋藤千和
初登場：第1冊第10話
只會說「年糕」（餅）二字的巨型女子。似乎和右乃、左乃有些交情?
美感之人（美しさの人）
聲：齋藤千和
本名：石原里美（石原さとみ，出自第5冊第86話）
初登場：第1冊第21話
執著於品評美醜與美容保養，卻以自身標準看待一切的自我中心肥胖女。
有著讓凋零植物回春的神奇能力
樹中叔叔（木のオジサン）
初登場：第2冊第33話
躲在樹中的大叔，似乎是精靈?
高個子（ノッポ）
初登場：第2冊第36話
紮著小馬尾、擁有傲人身高與胸圍的女學生，和姊姊同班。
多比（トビー）
初登場：第3冊第60話
外國留學生，深受鴿子喜愛，似乎會看手相。
小吉（ヨシ君）
本性：吉田（よしだ，出自第5冊第91話）
初登場：第4冊第66話
一年級生。名字義同好人君，初次見面就莫名地信任姊姊。
身負武藝，是傳說中的「搭訕高手」。
和學生會成員A、B、山崎同班。坐在學生會成員A與山崎的中間。
巴哈（バッハ）
初登場：第4冊第68話
相片中的幽靈。
情侶A、B（カップルA、B）
初登場：第4冊第74話
與妹妹頭、卷卷同班的情侶，坐在兩人正前方。
男方（A）是卷卷暗戀的對象。
女方（B）可能姓山根（やまね，出自第2冊第31話）。
兩人會在上課中親熱。
山崎（やまざき）
初登場：第5冊第87話
一年級生。紮著小辮子的眼鏡女。
和學生會成員A、B、小吉同班。坐在小吉的左手邊。

### 校外

#### 姊姊關係者
姊姊把拔（姉さんパパ）
初登場：第2冊第41話
有著與姊姊相似的個性，不僅姊姊稱呼他為親暱的「把拔」（パパ），他在姊姊面前也以「把拔」自稱。
然而姊姊在外人面前有時會正經地改叫「老爸」（父）（第2冊第41話）。
小真（マー君）
初登場：第2冊第24話
有錢人。與國二時的姊姊相似。
是姊姊名義上的初戀，與第一位男友。事實上只是姊姊在作弄他。
目前已有新的女友。
小偷（泥棒）
初登場：第4冊第75話
自稱在每月新聞社工作的內衣小偷。
小阿部（阿部ちゃん）
初登場：第4冊第80話
和姊姊一起在公園打槌球（Gate Ball）的老爺爺。
源仔（ゲン坊）
初登場：第4冊第80話
公園裡討厭槌球的老爺爺，柔道黑帶。

#### 妹妹頭關係者
小健（ケンちゃん）
初登場：第1冊第9話
妹妹頭小時候在關西的玩伴，似乎對妹妹頭較為友善。
小翔（しょーちゃん）
初登場：第2冊第27話
小學一年級生。
妹妹頭的弟弟，對勃起的意義感到困擾。

#### 卷卷關係者
戰車兵
聲：辻親八
初登場：第1冊第4話
住在卷卷頭上的戰車模型，留著一副小鬍子的軍裝大叔。
漫畫官網給的名字是「軍人」，而動畫版賦予「戰車兵」這個新的名字。

#### 佐佐木關係者
小草莓（ベリーちゃん）
初登場：第3冊第62話
佐佐木養的狗，據說很聰明，實際上只懂得「坐下」。
山田純一（やまだ　じゅんいち）
在公車站牌對佐佐木一見鍾情的大學一年級男性。
正被迫與佐佐木交往。

#### 美感之人關係者
美感之妹（美しさの妹）
初登場：第4冊第76話
可愛的國中生，在其姊（美感之人）的慫恿下開始增肥。

#### 其他
翻車老婆婆（ひっくり返し婆）
初登場：第1冊第14話
都市傳說中的話題人物。會翻倒路邊汽車與學校教師，擔憂國家教育的神祕老婆婆。很可能是妹妹頭虛構出來的角色。
神仙爺爺（神様）
初登場：第2冊第27話
教導小翔何謂勃起的色情仙人，很可能是小翔的幻想。
小丑（ピエロ）
初登場：第2冊第44話
街頭藝人，見識到姊姊的雜技「耳朵氣球（耳風船）」後大受打擊，決定另謀工作。
翅膀大叔（羽根付きおじさん）
初登場：第3冊第53話
形似邱比特的兩名天使，會嘲笑姊姊的失敗。
似乎是姊姊的幻覺，妹妹頭和卷卷無法看見他們。
小花（花ちゃん）
初登場：第3冊第59話
動物園裡的母猩猩
嬰兒大叔（赤ちゃんおじさん）
初登場：第3冊第61話
一名穿著嬰兒兒裝的變態大叔，或者一名有著大叔性格與智商的巨大嬰孩。
不良少年A、B（不良A、B）
聲：田丸裕臣
聲：宮下榮治
初登場：第4冊第72話
勒索學生會成員A、B的不良少年。
明人（アキト）
初登場：第4冊第79話
擁有絕對音感的名歌星，意外地與姊姊合拍。
地藏菩薩A、B（お地藏さん）
初登場：第5冊第85話
分別掌管「戀愛、懷孕、健康」與「工作、學業、財運」的兩尊地藏石像。
波希斯姊妹（ボーヒーズ姉妹）
初登場：第5冊第89話
電視上出現的，擁有9成命中率之透視能力的雙胞胎姊妹。
黑猩（猩）（チンパン）
初登場：第5冊第95話
動物園裡的黑猩猩，試圖和人類打好關係，卻遭到姊姊欺負。

#### 附錄短篇
蛋白質寶寶（プロティンベイビー）
初登場：第4冊附錄短篇「PROTEIN BABY at home」
不喝牛奶，只喝蛋白質的嬰兒。滿口髒話。
小山田（ヤマダちゃん）
初登場：第5冊附錄短篇「Cooling-On」
背負父親龐大的債務，原先立志要成為日本第一的妓女（風俗お嬢さん）來還債。
卻被人賣到「開關」（スイッチ）公司推銷「開關」。
金原葛麗特（カネハラ．グレーテル）
初登場：第5冊附錄短篇「Cooling-On」
小山田的搭檔。

## 單行本
| 卷數 | 史克威尔艾尼克斯 | 史克威尔艾尼克斯       |
| 卷數 | 發售日期         | ISBN                   |
| ---- | ---------------- | ---------------------- |
| 1    | 2011年5月25日    | ISBN 978-4-7575-3241-0 |
| 2    | 2011年5月25日    | ISBN 978-4-7575-3242-7 |
| 3    | 2011年6月25日    | ISBN 978-4-7575-3273-1 |
| 4    | 2011年9月24日    | ISBN 978-4-7575-3384-4 |
| 5    | 2012年2月25日    | ISBN 978-4-7575-3518-3 |
| 6    | 2012年12月2日    | ISBN 978-4-7575-3837-5 |
| 7    | 2014年4月25日    | ISBN 978-4-7575-4289-1 |
| 8    | 2015年1月24日    | ISBN 978-4-7575-4542-7 |
| 9    | 2016年5月25日    | ISBN 978-4-7575-4990-6 |
| 10   | 2016年11月25日   | ISBN 978-4-7575-5160-2 |
| 11   | 2017年7月25日    | ISBN 978-4-7575-5431-3 |
| 12   | 2018年8月25日    | ISBN 978-4-7575-5821-2 |
| 13   | 2019年4月25日    | ISBN 978-4-7575-6101-4 |
| 14   | 2019年12月25日   | ISBN 978-4-7575-6444-2 |
| 15   | 2020年8月25日    | ISBN 978-4-7575-6806-8 |
| 16   | 2020年11月25日   | ISBN 978-4-7575-6954-6 |
| 17   | 2021年3月25日    | ISBN 978-4-7575-7165-5 |
| 18   | 2021年8月25日    | ISBN 978-4-7575-7435-9 |
| 19   | 2021年12月25日   | ISBN 978-4-7575-7639-1 |
| 20   | 2022年6月23日    | ISBN 978-4-7575-7988-0 |
| 21   | 2022年10月25日   | ISBN 978-4-7575-8216-3 |
| 22   | 2023年2月25日    | ISBN 978-4-7575-8416-7 |
| 23   | 2023年7月25日    | ISBN 978-4-7575-8687-1 |

## WEB/OVA動畫

### 製作人員
- 原作： 栗井茶
- 導演： 水島努
- 角色設定： 木野下澄江
- 美術監督： 西村隆
- 色彩設計： 林可奈子
- 撮影監督： 濱雄紀
- 編集： 須藤瞳
- 音楽： 加藤達也
- 製作人： 小田ツヨシ、曽根孝治、山口聰
- 製作： TYO Animations Inc.、BARNUM STUDIO

### 主題曲

#### 片頭曲

##### 「ぷらすちっく☆思考」
作詞 - 月宮うさぎ / 作曲・編曲 - 小池雅也 / 歌 - ULTRA-PRISM

#### 片尾曲

##### 「私と私がしたいこと」
作詞 - 畑亜貴 / 作曲 - 江並哲志 / 編曲 - 河田貴央 / 歌 - 早乙女由香

### 隨卷贈品

#### 黏土人姊姊
- 全名：ねんどろいど 姉さん Blu-ray Discセット/DVDセット (ねんどろいど ねえさん Blu-ray Discせっと／DVDせっと)
- 製造商：Good Smile Company
- 發售日：2012年7月
- 樣式：ABS&PVC 塗装済み可動フィギュア・ノンスケール・専用台座付属・全高：約100mm
- 編號：No.231

### WEB版各話列表
| 話數  | 副標題 | 中譯     | 分鏡   | 演出     | 作畫監督   | 公播首日      | 對應漫畫    | 結尾插圖 |
| ----- | ------ | -------- | ------ | -------- | ---------- | ------------- | ----------- | -------- |
| 第1話 |        | 友好     | 水島努 | 水島努   | 木野下澄江 | 2011年5月16日 | 第1冊第22話 | 姊姊     |
| 第2話 |        | 戀語     | 水島努 | 水島努   | 木野下澄江 | 2011年5月16日 | 第1冊第20話 | 妹妹頭   |
| 第3話 |        | 親吻     | 水島努 | 柴田彰久 | 木野下澄江 | 2011年9月16日 | 第2冊第31話 | 卷卷     |
| 第4話 |        | 美麗     | 水島努 | 水島努   | 木野下澄江 | 2011年9月24日 | 第1冊第21話 | 美感之人 |
| 第5話 |        | 吵架     | 水島努 | 水島努   | 木野下澄江 | 2012年2月24日 | 第1冊第04話 | 戰車兵   |
| 第6話 |        | 重修舊好 | 水島努 | 柴田彰久 | 木野下澄江 | 2012年6月9日  | 第1冊第19話 | 真田     |

### OVA版各話列表
| 話數   | 副標題 | 中譯           | 分鏡     | 演出     | 作畫監督   | 對應漫畫    | 結尾插圖   |
| ------ | ------ | -------------- | -------- | -------- | ---------- | ----------- | ---------- |
| 第1話  |        | 吵架           | 水島努   | 水島努   | 木野下澄江 | 第1冊第04話 | 姊姊       |
| 第2話  |        | 交朋友         | 水島努   | 水島努   | 木野下澄江 | 第1冊第22話 | 妹妹頭     |
| 第3話  |        | 親吻           | 水島努   | 柴田彰久 | 木野下澄江 | 第2冊第31話 | 卷卷       |
| 第4話  |        | 美麗           | 水島努   | 水島努   | 木野下澄江 | 第1冊第21話 | 美感之人   |
| 第5話  |        | 戀語           | 水島努   | 水島努   | 木野下澄江 | 第1冊第20話 | 戰車兵     |
| 第6話  |        | 餅乾           | 水島努   | 柴田彰久 | 木野下澄江 | 第1冊第10話 | 真田       |
| 第7話  |        | 重新振作       | 水島努   | 柴田彰久 | 木野下澄江 | 第3冊第50話 | 多田       |
| 第8話  |        | 解決           | 水島努   | 柴田彰久 | 木野下澄江 | 第4冊第72話 | 右乃、左乃 |
| 第9話  |        | 重修舊好       | 水島努   | 柴田彰久 | 木野下澄江 | 第1冊第19話 | 國木       |
| 第10話 |        | 憧憬           | 柴田彰久 | 柴田彰久 | 木野下澄江 | 第3冊第54話 | 辛蒂       |
| 第11話 |        | 網球公主       | 水島努   | 柴田彰久 | 木野下澄江 | 第3冊第65話 | 背毛       |
| 第12話 |        | 給您添了大麻煩 | 柴田彰久 | 柴田彰久 | 木野下澄江 | 第4冊第71話 | 小花       |

## 外部連結
- （日語）栗井老師官方網站「ラクガキ」（页面存档备份，存于）（2012年3月關閉至今）
- （日語）Young GanGan官方網站 特設頁面（页面存档备份，存于）
- （日語）GanGan ONLINE 特設頁面
- （日語）+tic模型姊姊 | Lantis web site（页面存档备份，存于）
- （日語）+tic模型姊姊 | HAL FILM MAKER 作品紹介 | TYO Animations Inc.